# Naxis
Os naxi (chinês: 纳西族; pinyin: Nàxī zú) são um grupo étnico que habita as encostas do Himalaias na parte sudoeste das províncias de Yunnan e Sichuan da República Popular Chinesa. Considera-se que os naxi são originários do Tíbete e mantinham relações comerciais com Lhasa e com Índia. Os naxi são um dos 56 nacionalidades oficialmente reconhecidas oficialmente pelo governo chinês.

## História

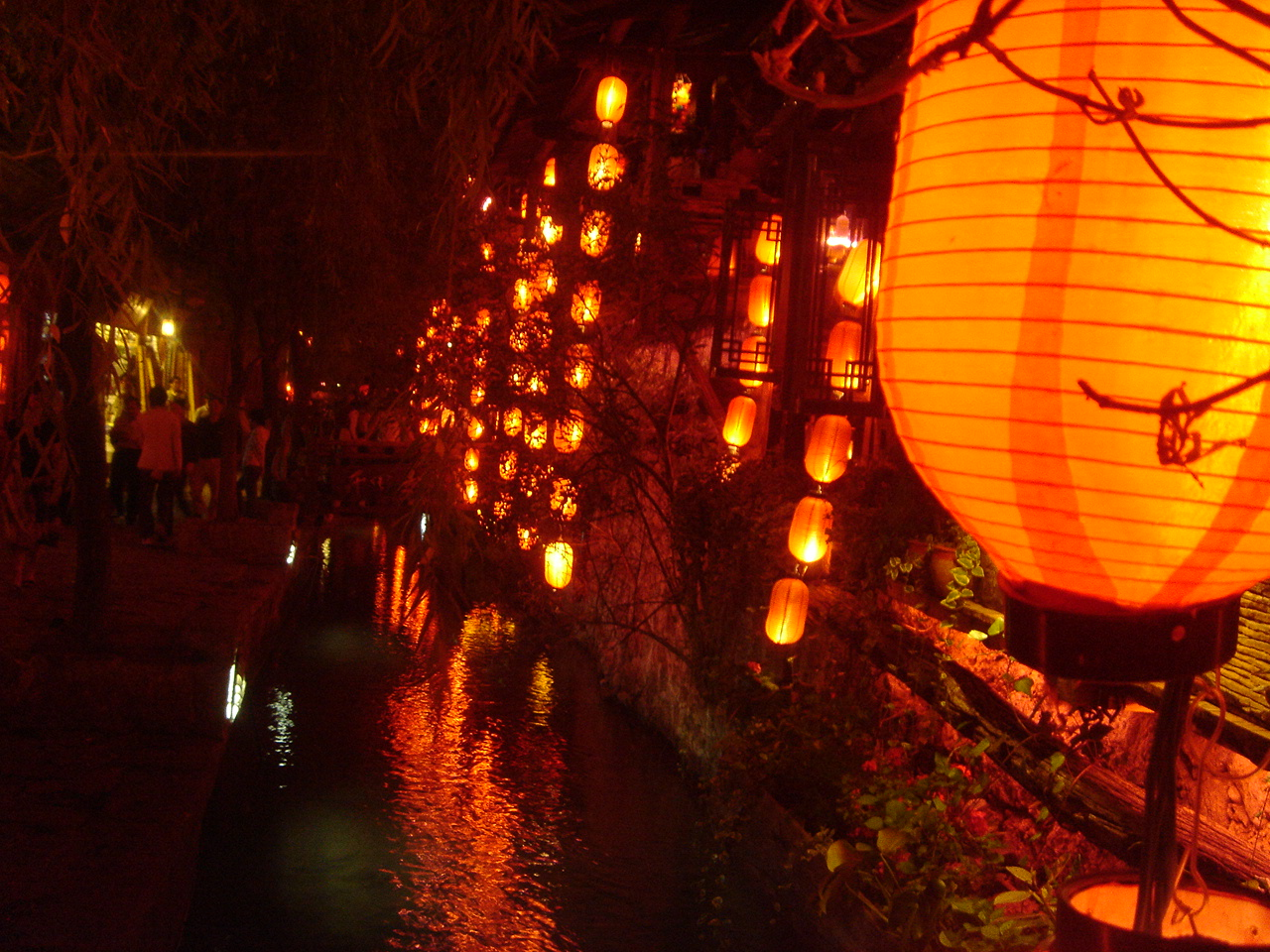
Lanternas chinesas na noite de Lijiang.

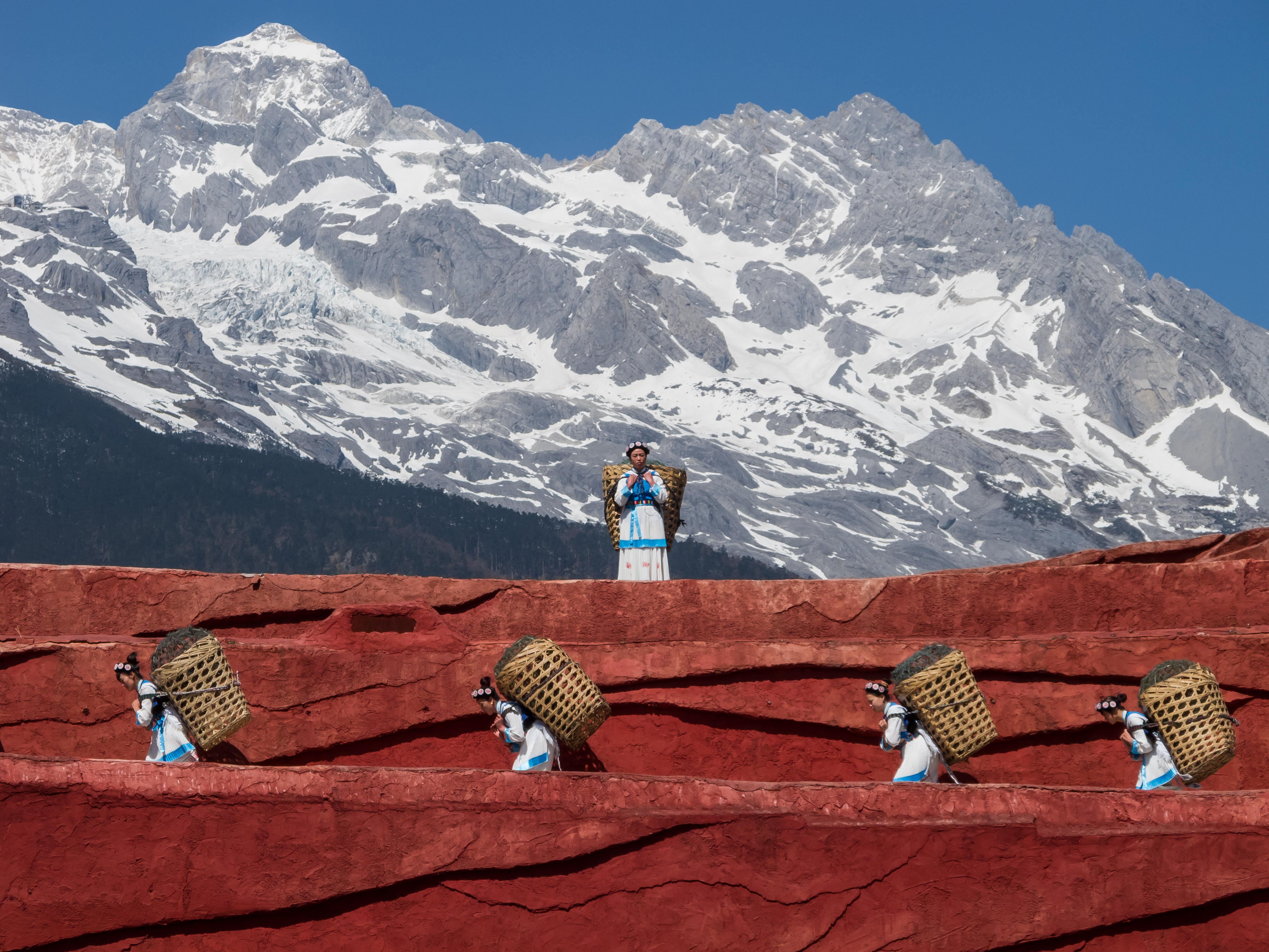
Habitantes naxi carregando cestos.

Considera-se que os naxi são descendentes de nómadas qiang, um grupo étnico que habitava as planícies tibetanas desde a Antiguidade. Durante as dinastías Sui e Tang, os naxi foram conhecidos como mosha-yi ou moxie-yi, e só após a chegada ao poder do governo comunista, em 1949, começaram a se chamar naxi, que significa «gente que trabalha as coisas negras da nação».
Acossados com frequência por tribos vizinhas, os primeiros naxi mudaram-se do rio Nujiang para Jinsha e depois até a actual província de Sichuan na China. Após serem expulsos por outras tribos, estabeleceram-se de forma definitiva em Baisha e Lijiang.
Os primeiros naxi dividiram-se em três grupos. Uns permaneceram em Baisha; outros mudaram-se para Dali e são conhecidos como bai; e os que vivem cerca do lago Luku são os mosuo. Hoje em dia os três grupos compartilham costumes similares.
Entre os séculos X e XIII, a produção agrícola em Lijiang sofreu notáveis mudanças; a agricultura substituiu a criação de gado como principal ocupação. Os produtos agrícolas, o artesanato, mineração e ganadaria levaram a uma prosperidade considerável e, durante estes períodos, o número de donos de escravos na zona de Ninglang, Lijiang e Weixi aumentou de forma considerável. O budismo tibetano estendeu-se entre os naxi desde o século XIV em adiante.
Em 1278, a dinastia Yuan estabeleceu a prefectura de Lijiang que representava ao corte imperial em Yunnan. Um chefe, Mude, foi designado como o chefe herdeiro desta prefactura, exercendo o controle sobre os naxi e outros grupos étnicos durante a dinastía Ming. O chefe encarregava-se de cobrar os impostos e tributos que chegavam até a corte em forma de prata ou grão. Em 1723 os chefes locais foram substituídos por oficiais da corte.
A antiga cidade de Lijiang converteu-se hoje em dia num ponto de atração para o turismo. Muitos dos naxi dedicam-se agora a lojas de artigos destinadas a turistas ou a servir o pão tradicional naxi (baba).

## Cultura

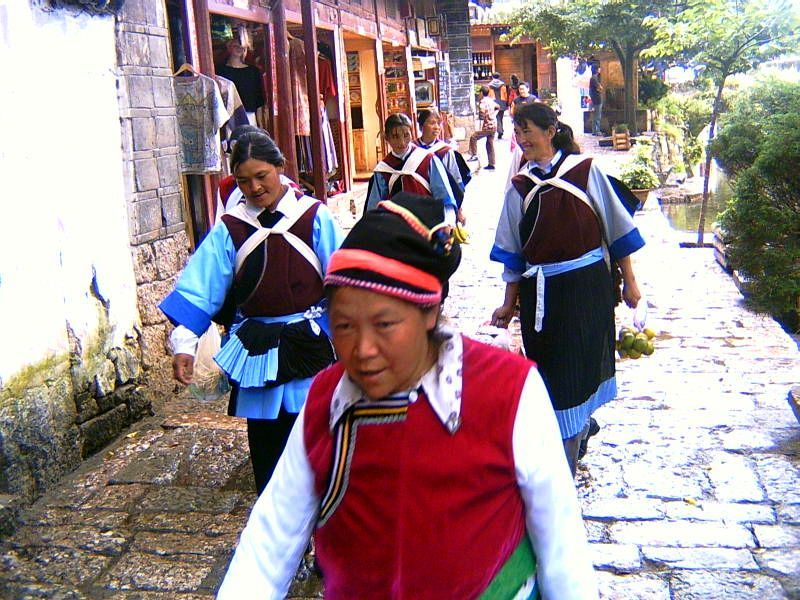
Mulheres naxi em Lijiang.

A cultura naxi é uma mistura de influências da cultura tibetana e da cultura han chinesa com alguns contributos indígenas.

### Música

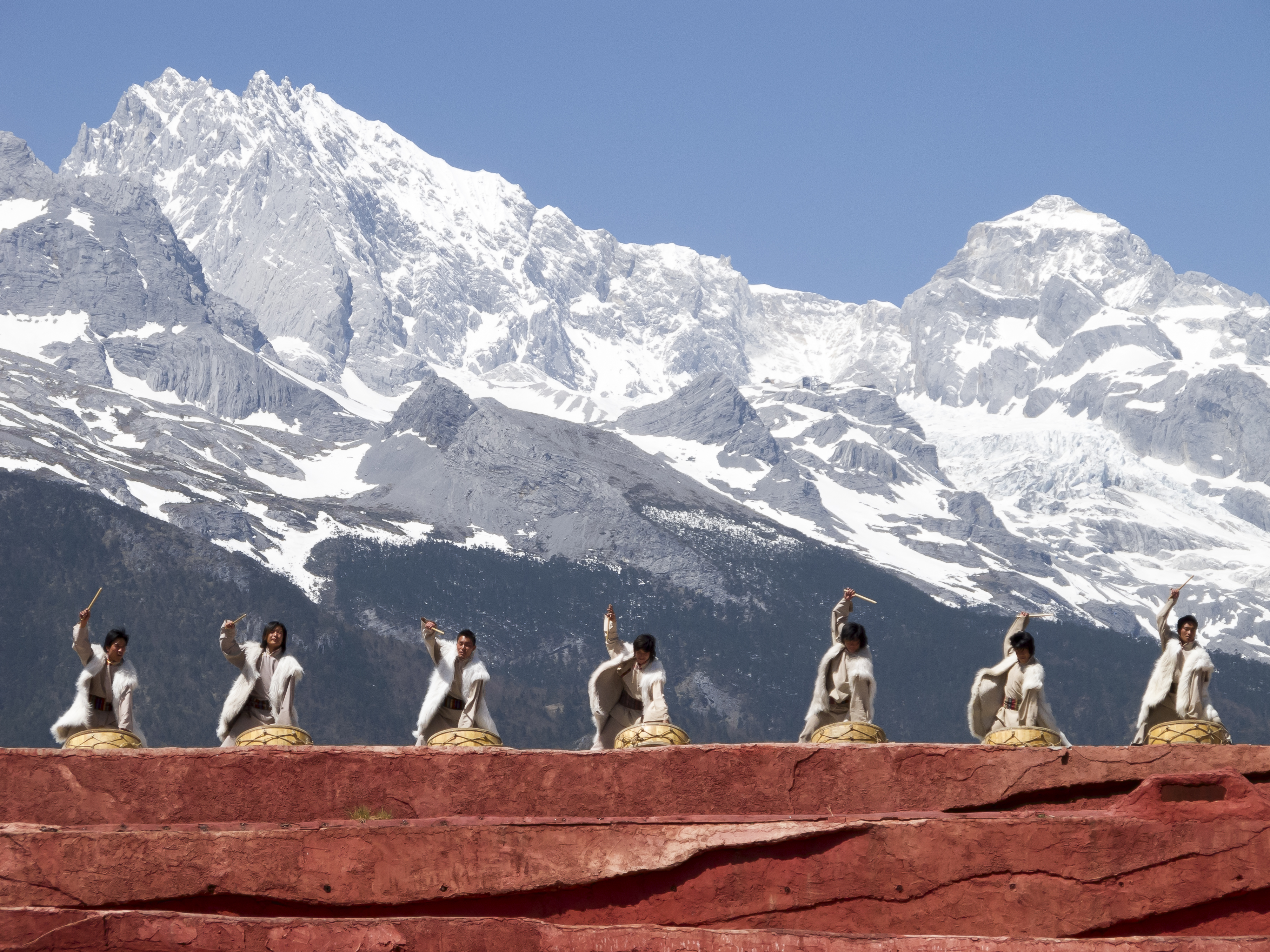
Músicos naxi tocando tambores.

A música naxi tem uma antiguidade a mais de 500 anos. Com sua mistura de letras literárias, tópicos poéticos e estilos musicais da época das dinastías Tang, Song e Yuan bem como as influências tibetanas, tem desenvolvido seu próprio estilo e características. Há três estilos musicais principais: baisha, dongjing e huangjing; todos eles utilizam instrumentos tradicionais chineses.
A origem da música baisha recai num presente do primeiro imperador da dinastía Yuan, Kublai Khan. Após sua expedição a Dali, teve problemas para cruzar o rio da areia sagrada e recebeu ajuda de Mailiang, o chefe dos naxi. Para demonstrar seu agradecimento, Kublai Khan deixou a metade de sua banda de música como um presente para o chefe. A música baisha possui formas de música clássica orquestral. Tem 21 tons, conhecidas localmente como qupai.
Com origem taoísta e fundida com alguns elementos indígenas, a música Dongjing foi introduzida aos naxi desde as planícies centrais durante as dinastías Ming e Qing e é na actualidade a forma musical melhor preservada na China. Este estilo musical estava reservado originalmente aos nobres.

### Arquitectura
Com alguns elementos arquitectónicos dos estilos han e tibetanos, as casas dos naxi estão construídas com um estilo único, com um pátio central com cinco clarabóias, com uma aparência simples mas com modelos elaborados em portas e janelas.
Os templos, com aparência simples exterior, estão decorados no interior com talhas. A decoração inclui descrições de episódios épicos, guerreiros, animais, pássaros e flores. As pinturas murais descrevem os deuses dongba e têm um marcado estilo tibetano.

### Costumes
A cremação dos cadáveres tem sido uma tradição desde tempos remotos entre os naxi ainda que durante a dinastía Qing adoptou-se também o costume dos enterros. Durante as cerimónias funerárias recitam-se textos religiosos para expiar os pecados do defunto.
Entre os naxi que habitam a zona de Yongning em Yunnan e Yanyuan em Sichuan existem remanescentes de uma estrutura matriarcal, presente até os inícios da reforma democrática, momento em que alterou para uma estrutura patriarcal. Como cabeças de família, as mulheres eram a principal força de trabalho.

### Vestes
As mulheres naxi utilizam vestidos largos acompanhados de jaquetas e calças largas, atadas com cintos ricamente decorados. No concelho de Ningland, as mulheres utilizam jaquetas curtas e saias que chegam até ao chão; ao redor de suas cabeças colocam grandes turbantes negros com grandes pendentes de prata.
Os trajes masculinos são muito parecidos aos dos Han. Na actualidade, as gerações mais jovens pouco utilizam os trajes tradicionais. Utilizam-se somente em actos culturais e ocasiões especiais.

## Religião

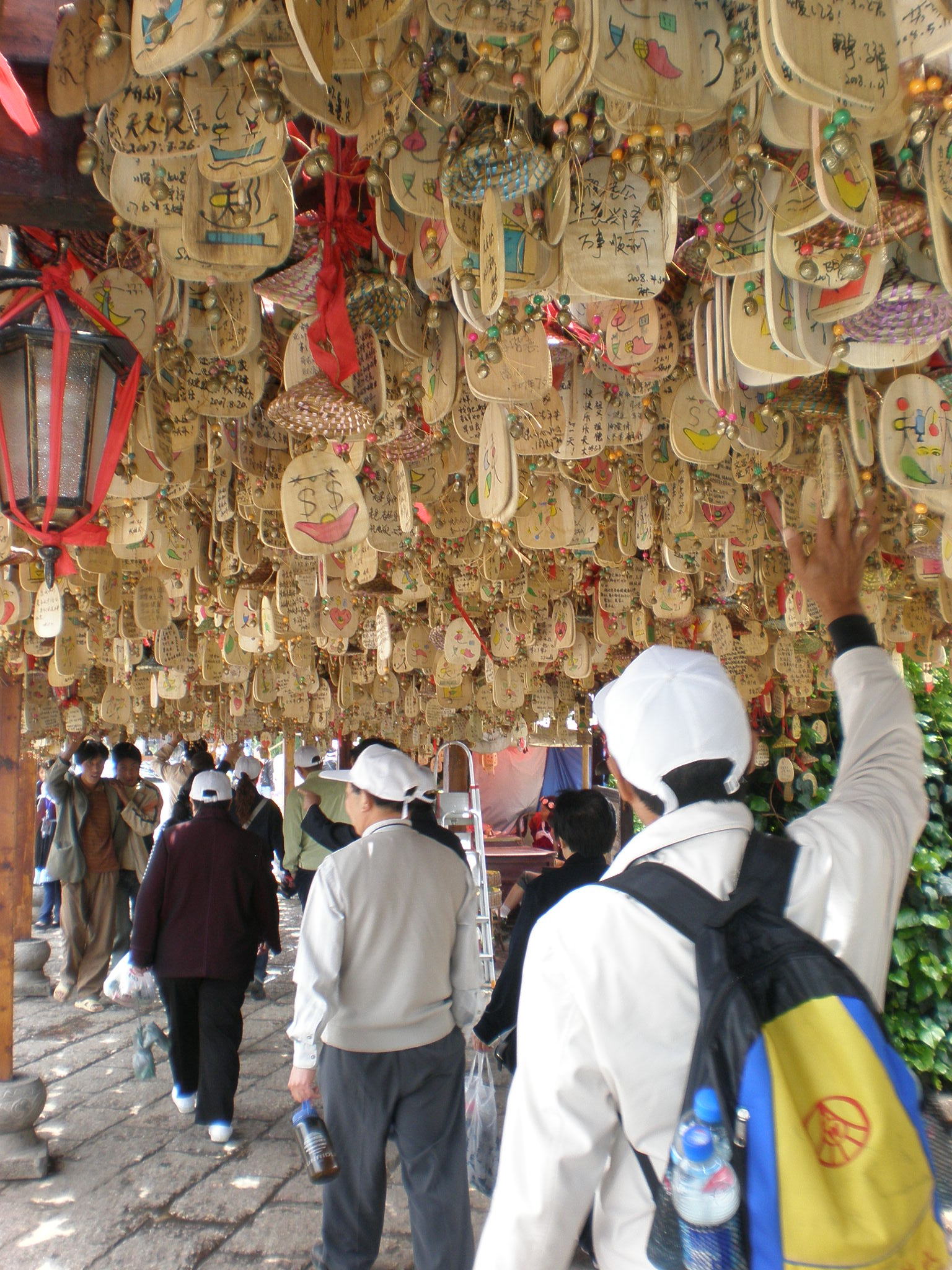
Sinos de vento dos desejos Dongba, em Yunnan (2008)

Os naxi são tradicionalmente seguidores da religião dongba. Influenciados pela cultura han e tibetana, adoptaram o budismo tibetano, especialmente no caso dos mosuo e, em menor grau, o taoísmo no século X.
As raízes da religião dongba estão nas crenças da religião bön do Tíbet; a palavra dongba significa literalmente «homem sábio» na língua naxi.

A religião dongba está baseada nas relações entre o homem e  a natureza. Na sua mitologia, «natureza» e «homem» são meio-irmãos de diferentes mães. Os habitantes de Shuming chamam ao deus da natureza «Shu» e praticam o ritual Shu Gu para invocá-lo.